# Rhabinogana albistriga
Rhabinogana albistriga är en fjärilsart som beskrevs av Max Wilhelm Karl Draudt 1950. Rhabinogana albistriga ingår i släktet Rhabinogana och familjen nattflyn. Inga underarter finns listade.